# 芸北

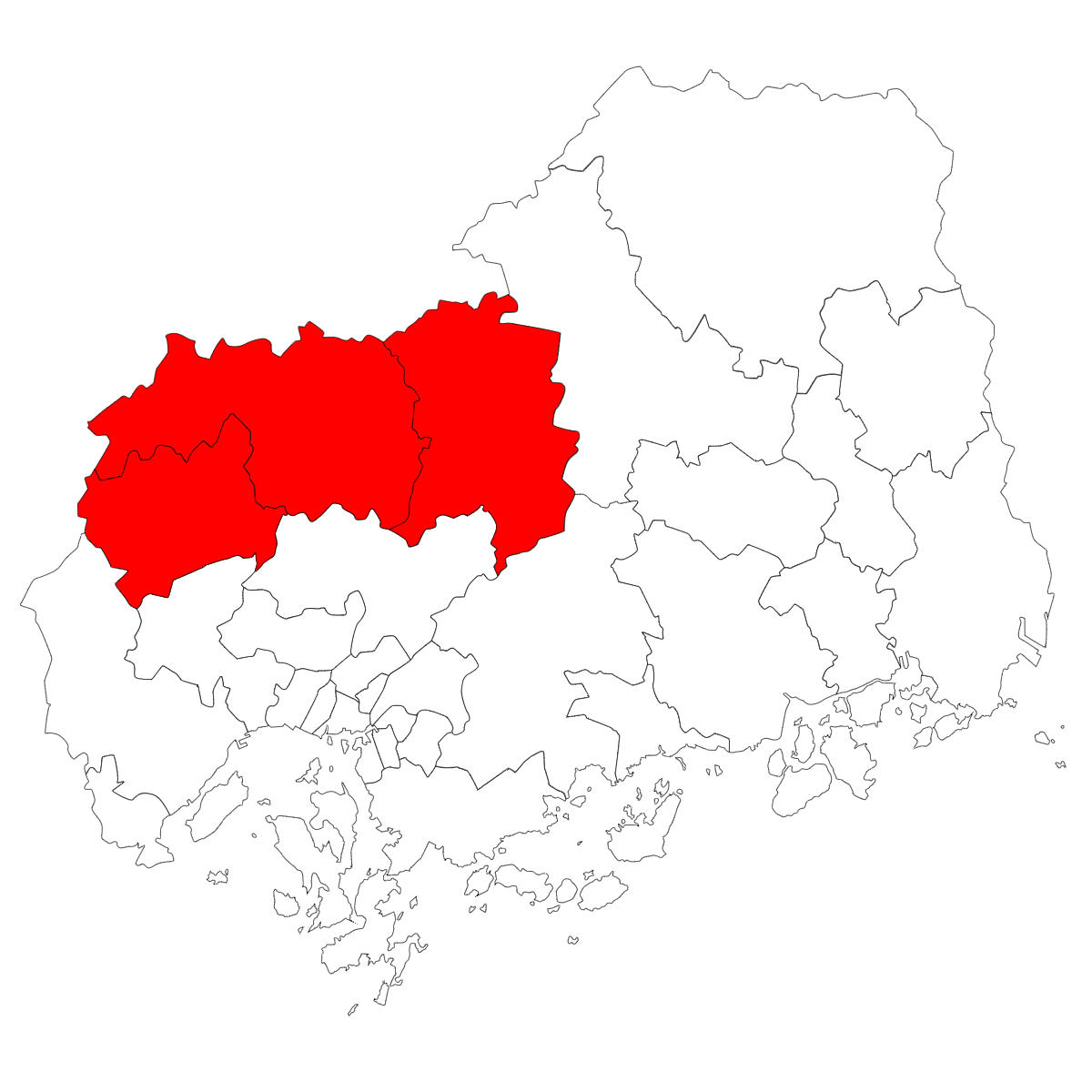
芸北エリア

芸北 (げいほく)とは、広島県北西部、旧安芸国北部に当たるエリア。山県郡安芸太田町、北広島町、安芸高田市を指すことが多い。

## 概要
名前は安芸国の北部に位置していることに由来する。天気予報の二次細分区域や西部教育事務所芸北支所などは上記1市3町だが、西部県税芸北事務所や芸北地域事務所は上記1市3町のほか、広島市安佐南区、安佐北区も含んでいる。芸北地域事務所所在地は、広島市安佐北区可部四丁目12-1。安芸高田市は備北に入ることもある。

## 地理
所々に盆地が存在し、そこに人が集中しているがほとんどは中国山地が占めており、広島県随一の過疎地域、人口希薄地帯である。
三次市、島根県を通り日本海へ流れ出る江の川や、広島平野を流れ瀬戸内海（広島湾）へ流れ出る太田川といった一級河川の源流がある。
豪雪地帯に指定されているエリアが多く、冬になると平野部でも積雪は珍しくない。

## 交通

### 鉄道
- JR西日本:芸備線
  - 可部線可部駅 - 三段峡駅間は2003年11月30日に廃止

### 高速道路
- NEXCO西日本:中国自動車道、広島自動車道、浜田自動車道

### バス
- 広電バス、その他一般路線バス